# Nanger
A Nanger az emlősök (Mammalia) osztályának párosujjú patások (Artiodactyla) rendjébe, ezen belül a tülkösszarvúak (Bovidae) családjába és az antilopformák (Antilopinae) alcsaládjába tartozó nem.
A Nanger nemet korábban a Gazella emlősnem alnemének tekintették.

## Rendszerezés
A nembe az alábbi 3 élő faj és 1 fosszilis faj tartozik:
- dámgazella (Nanger dama) (Pallas, 1766)[1]
- Grant-gazella (Nanger granti) (Brooke, 1872)[2]
- Soemmerring-gazella (Nanger soemmerringii) (Cretzschmar, 1828)[3]
- †Nanger vanhoepeni

## Fordítás
- Ez a szócikk részben vagy egészben  a   Nanger című angol Wikipédia-szócikk ezen változatának fordításán alapul.  Az eredeti cikk szerkesztőit annak laptörténete sorolja fel. Ez a jelzés csupán a megfogalmazás eredetét és a szerzői jogokat jelzi, nem szolgál a cikkben szereplő információk forrásmegjelöléseként.